# アリノトウグサ
アリノトウグサ（Haloragis micrantha）は、アリノトウグサ科アリノトウグサ属の植物。

## 分布
日本や台湾、中国、マレーシア、オーストラリアなどに分布。

## 特徴
陸生の植物である。植物体は直立し、高さ10-40cm。葉は対生で長さ6-10mm、幅4-8mm、葉縁に小さな鋸歯がある。葉の形は卵形から卵円形。
花は下向きの円錐花序で、長さ3-9cm。４枚の花弁は黄褐色で反り返る。

## 近縁種
日本では、同じアリノトウグサ属の植物として、鹿児島県の馬毛島に分布するホソバアリノトウグサ（ナガバアリノトウグサ、H. walkeri）がある。これはアリノトウグサに比べてより葉が細長いことで区別できる。